# Международная кимберлитовая конференция
Междунаро́дная кимберли́товая конфере́нция (МКК) (англ.  International Kimberlite Conference IKC) — крупнейший форум специалистов в области геологии алмазных месторождений, минералогии и петрологии верхней мантии Земли, изучения алмаза. Созывается раз в 4-5 лет.

## История
Заслуга в проведении первой в истории МКК в Кейптауне (ЮАР) в сентябре 1973 года принадлежит Фрэнсису Бойду (Francis R. Boyd) и Генри Мейеру (Henry O. A. Meyer) из США, которые в сотрудничестве с Джоном Герни (John J. Gurney) и Джоном Хоторном (John B. Hawthorne) из Южной Африки заложили фундамент для будущих конференций. В первой МКК участвовали учёные-геологи из 21 страны. Сессии конференции охватили широкий спектр вопросов геологии кимберлитов и ксенолитов, включая доклады по полевой геологии, минералогии и геохимии, включениям в алмазах, экспериментальной и теоретической петрологии. Материалы первой МКК опубликованы в специальном выпуске журнала «Physics and Chemistry of the Earth» (1975). В рамках МКК было организовано две полевые экскурсии. Первая полевая экскурсия в Кимберли была организована и сопровождалась геологическим персоналом De Beers Consolidated Mines Limited, а вторая экскурсия в Лесото была организована Горным департаментом Лесото и компанией De Beers. Конференция была объявлена крупным прорывом в сотрудничестве между промышленностью и научными кругами.
Вторая МКК, состоявшаяся в октябре 1977 года в Санта-Фе (Нью-Мексико, США), имела успех, примером чего является публикация двух томов трудов под редакцией Фрэнсиса Бойда и Генри Мейера, опубликованных Американским геофизическим союзом в 1979 году.
Третья МКК прошла в сентябре 1982 года в Клермон-Ферране (Франция) и два последующих тома, отредактированных Жаком Корнпробстом (Jacques Kornprobst) (Kimberlites I : Kimberlites and Related Rocks; Kimberlites
II: The Mantle and Crust — Mantle Relationships) и опубликованных Elsevier, содержали почти 70 рукописей со всего мира. Эти тома открываются данью уважения академику Владимиру Степановичу Соболеву, который скончался за несколько дней до открытия Третьей Международной кимберлитовой конференции. Владимир Степанович внёс значительный вклад в область петрологии кимберлитов и верхней мантии и многое сделал для возрождения этой области, что привело к проведению этих конференций. Сообщение об открытии алмазоносных лампроитов в Западной Австралии стало знаковым событием этой конференции.
Четвёртая МКК, проводимая в Перте (Западная Австралия) вновь содержала большое количество данных о составе, залегании, происхождении и размещении кимберлитов и их разведке. Несколько докладов, посвящённых лампроитам, являются важным событием, наряду со вступительной речью Рекса Прайдера (Rex T. Prider), чья гораздо более ранняя работа по кимберлийским лейцитовым лампроитам предположила их мантийное происхождение и сходство с кимберлитами. Два сборника материалов конференции, опубликованные Геологическим обществом Австралии в 1989 году и отредактированные Джеймсом Россом (James B. Ross) и другими, содержали 89 статей.
Пятая международная кимберлитовая конференция была проведена в июне-июле 1991 года в Араше (Бразилия). Два тома материалов конференции под редакцией Генри Мейера и Отона Леонардоса (Othon H. Leonardos), озаглавленных Kimberlites, related rocks and mantle xenoliths и Diamonds: characterization, genesis and exploration и опубликованных в 1994 г. издательством Companhia de Pesquisa de Recursos Minerais (Рио-де-Жанейро), содержат несколько актуальных аспектов, таких как справедливость правила Клиффорда и кимберлиты как варианты лампрофиров.
Шестая международная кимберлитовая конференция была проведена в августе 1995 года в Новосибирске, крупнейшем городе Сибири.
Седьмая МКК в апреле 1998 года вернулась в Кейптаун. На заключительном заседании 6 МКК было объявлено решение Оргкомитета о проведении следующей конференции в ЮАР в 1999 году. Позднее сроки проведения были скорректированы на 1998 год, посколько в этом году исполнялось 25 лет со времени проведения первой конференции, и 7 МКК должна быть юбилейной. Два тома материалов конференции под редакцией Джона Герни и других были посвящены Джону Доусону (John B. Dawson) и Питеру Никсону (Peter H. Nixon) за их вклад в изучение кимберлитов и мантийных ксенолитов.
Следующая МКК была проведена в июне 2003 года в Виктории (Канада), когда в Канаде было открыто несколько крупных алмазоносных кимберлитовых тел и получила развитие алмазная промышленность. В конференции приняли участие 585 делегатов. Участники конференции ознакомились с образцами кимберлитов недавно открытых трубок, их вниманию было представлено в общем объёме около 2 км керна. Кроме того были организованы экскурсии на алмазные месторождения Экати и Дайавик на севере Канады. Другие экскурсии проводились в районах залегания кимберлитов, лампроитов и щелочных пород в Колорадо, Вайоминге, Монтане, Британской Колумбии и
Онтарио. Материалы конференции были опубликованы впервые (The C. Roger Clement Volume; The J. Barry Hawthorne Volume) во всемирно известном научном журнале «Lithos».
Девятая МКК состоялась в августе 2008 года во Франкфурте (Германия) и прошла в Университете имени Иоганна Вольфганга Гёте. Кимберлитовые конференции обычно проводятся в алмазодобывающих странах. Несмотря на то, что в Германии нет промышленных месторождений алмазов, международный комитет решил провести конференцию во Франкфурте, что связано с высоким уровнем научной экспертизы и международной репутацией Геоцентра франкфуртского университета. В МКК приняли участие 740 делегатов. Два тома материалов конференции, выпущенных «Lithos», содержат богатый источник информации о разведке и происхождении кимберлитов, алмазов и литосферы. Среди четырёх учёных-геологов, которых чествовали во время мероприятия, были Стивен Хаггерти (Stephen E. Haggerty), Николай Соболев (Nikolay V. Sobolev), Джон Герни и Джефф Харрис (Jeff W. Harris).
Десятая МКК прошла в феврале 2012 года в Индии — стране, подарившей миру алмазы. В конференции приняли участие около 300 делегатов из 36 стран и было представлено 224 доклада. До и после конференции были организованы полевые экскурсии на алмазоносные кимберлиты кратона Дхарвар, лампроиты кратона Бунделькханд и гранильные предприятия Сурата.
11-я Международная конференция прошла в сентябре 2017 года в Габороне (Ботсвана) и была приурочена к 50-летию открытия месторождения Орапа — первого алмазного месторождения Ботсваны. В МКК приняли участие 330 делегатов. Материалы конференции были опубликованы в двух выпусках журнала «Mineralogy and Petrology». Первый выпуск посвящён Герхарду Брею (Gerhard P. Brey), второй — Сюзанне О'Рейли (Suzanne Y. O’Reilly) и Уильяму Гриффину (William L. Griffin).
12-я кимберлитовая конференция прошла в июле 2024 года в Йеллоунойф (Канада). Первоначально конференция была запланирована на август 2021 года, но из-за пандемии COVID-19 сроки проведения были перенесены.
13-ю кимберлитовую конференцию запланировано провести в 2028 году в Диамантине (Минас-Жерайс, Бразилия) и посвятить 300-летию алмазодобычи в Бразилии. 

### Консультативный комитет
Международные кимберлитовые конференции проводятся под эгидой Консультативного комитета Международных кимберлитовых конференций (англ.  International Kimberlite Conferences Advisory Committee IKCAC). В состав этого комитета входят всемирно признанные учёные, которые активно занимаются исследованиями, связанными с алмазами, их месторождениями, алмазоносными породами и характером верхней мантии. Функция Консультативного комитета заключается в выборе подходящих мест для проведения МКК, а также в предоставлении рекомендаций и помощи местным организаторам МКК.
Члены Консультативного комитета Международных кимберлитовых конференций (2024):
- Роджер Митчелл (Roger H. Mitchell)  Канада, председатель
  - Соня Аульбах (Sonja Aulbach)  Германия
  - Герхард Брей (Gerhard P. Brey)  Германия
  - Стивен Хаггерти[англ.] (Stephen E. Haggerty)  США
  - Эндрю Макдональд (Andrew MacDonald)  ЮАР
  - Том Новицки (Tom E. Nowicki)  Канада
  - Хью О'Брайен (Hugh O'Brien)  Финляндия
  - Сюзанна О'Рейли[англ.] (Suzanne Y. O'Reilly)  Австралия
  - Грэм Пирсон[англ.] (Graham D. Pearson)  Канада
  - Дэйв Филлипс (Dave Phillips)  Австралия
  - Роберта Рудник (Roberta L. Rudnick)  США
  - Карен Смит (Karen V. Smit)  ЮАР
  - Барбара Скотт Смит (Barbara H. Scott Smith)  Канада
  - Крейг Смит (Craig B. Smith)  ЮАР
  - Стюарт Смит (Stuart Smith)  Канада
  - Томас Штахель (Tomas Stachel)  Канада

Важной частью всех МКК является сочетание официальных технических презентаций и полевых экскурсий на крупные месторождения алмазов, посещение которых обычно даёт материал для исследований, который будет представлен на последующих конференциях.

## Список конференций
| №  | Год  | Место проведения       | Организатор                                                                                           | Председатель организационного комитета                              | Примечание                                                                                           |
| -- | ---- | ---------------------- | --- | ------------------------------------------------------------------- | --- |
| 1  | 1973 | ЮАР Кейптаун           | Кейптаунский университет                                                                              | Луис Аренс (Louis H. Ahrens)                                        | Первая МКК                                                                                           |
| 2  | 1977 | США Санта-Фе           | Американский геофизический союз                                                                       | Фрэнсис Бойд (Francis R. Boyd)                                      | |
| 3  | 1982 | Франция Клермон-Ферран | Университет Клермон-Ферран II                                                                         | Адольф Николя (Adolphe Nicolas) Жак Корнпробст (Jacques Kornprobst) | |
| 4  | 1986 | Австралия Перт         | Геологическое общество Австралии                                                                      | Алек Трендалл (Alec F. Trendall)                                    | |
| 5  | 1991 | Бразилия Араша         | Компания по поиску минеральных ресурсов                                                               | Генри Мейер (Henry O. A. Meyer) Отон Леонардос (Othon H. Leonardos) | |
| 6  | 1995 | Россия Новосибирск     | Объединенный институт геологии, геофизики и минералогии Сибирского отделения Российской академии наук | Николай Соболев (Nikolay V. Sobolev)                                | |
| 7  | 1998 | ЮАР Кейптаун           | Кейптаунский университет                                                                              | Джон Герни (John J. Gurney)                                         | Посвящена 25-летию Международных кимберлитовых конференций                                           |
| 8  | 2003 | Канада Виктория        | | Роджер Митчелл (Roger H. Mitchell)                                  | |
| 9  | 2008 | Германия Франкфурт     | Франкфуртский университет имени Иоганна Вольфганга Гёте                                               |                                                                     | |
| 10 | 2012 | Индия Бангалор         | Геологическое общество Индии                                                                          | Р. Х. Савкар (R. H. Sawkar) Фаридуддин (Fareeduddin)                | |
| 11 | 2017 | Ботсвана Габороне      | Университет Ботсваны                                                                                  | Рид Мапео (Read Mapeo)                                              | Посвящена 50-летию добычи алмазов в Ботсване                                                         |
| 12 | 2024 | Канада Йеллоунайф      | | Джон Кетчум (John W. F. Ketchum)                                    | Посвящена 30-летию добычи алмазов в Канаде, а также 50-летию Международных кимберлитовых конференций |
| 13 | 2028 | Бразилия Диамантина    | |                                                                     | |

## Конференция в России
В 1995 году в Новосибирске под руководством академика Н. В. Соболева — участника всех МКК начиная со 2-й и одного из наиболее активных членов Международного комитета ММК, была проведена 6-я Международная кимберлитовая конференция. Секретарём организационного комитета выступил доктор геолого-минералогических наук Н. П. Похиленко. Пленарные заседания проходили в доме отдыха Сосновка. На конференции присутствовало более 250 специалистов из 27 стран дальнего зарубежья и более 100 — из России и стран СНГ.
По окончании пленарных заседаний были организованы геологические экскурсии на алмазные месторождения Якутии, Архангельской области, Казахстана, а также в Хакасию.
Большой объём информации о российских кимберлитах и алмазах впервые стал доступен внешнему миру благодаря расширенным тезисам, опубликованным Объединенным институтом геологии, геофизики и минералогии СО РАН.